# Альціон рудоголовий
Альціо́н рудоголовий (Todiramphus pelewensis) — вид сиворакшоподібних птахів родини рибалочкових (Alcedinidae). Ендемік Палау. Раніше вважався конспецифічним з мікронезійським альціоном.

## Опис
Довжина птаха становить 20 см. Верхня частина голови рудувато-іржаста, на обличчі тонка чорна «маска», що переходить в чорну смугу на задній частині шиї. Верхня частина тіла зеленувато-синя, у самиць чорнувата, нижня частина тіла біла. Дзьоб міцний, чорний, знизу рожевуватий.

## Поширення і екологія
Рудоголові альціони є ендеміками Палау. Вони живуть у мангрових і тропічних лісах, на узліссях, кокосових плантаціях і в садах.

## Збереження
МСОП класифікує стан збереження цього виду як близький до загрозливого. Їм може загрожувати поява на островах інвазивних бурих бойг.